# Asma Ghanem
Asma Ghanem Miller, en árabe: أسمى غانم‎, (Damasco, 1991) es una artista visual, fotógrafa y música palestina nacida en Siria, conocida por su cortometraje documental, Wall Piano (2020).

## Trayectoria
Asma Ghanem nació en 1991 en Damasco, Siria, y creció en un campo de refugiados con su familia. Se graduó en la Academia Internacional de Arte Palestina - IAAP (Ramallah) y recibió la Maestría en Bellas Artes (MFA) del Institut supérieur des arts et du design de Toulouse.
Comenzó su carrera trabajando en un proyecto de música experimental llamado Shams Asma (شمس أسمى). En 2014, produjo su primer álbum experimental titulado Fi Alard (في الأرض). Vive en Ramala. Ha publicado artículos para The Washington Post.
En 2015, su fotografía recibió una mención especial en el festival Palest'In & Out, un festival que se celebró en París para promocionar jóvenes artistas palestinos con talento y que fue organizado por el Institut Culturel Franco-Palestinien. En 2016, su proyecto de música experimental llamado HOMELAND IS… ganó el 3.º Premio en el Premio Artista Joven (YAYA) del Premio Hassan Hourani. En 2021, su documental Wall Piano fue seleccionado en el Festival de Cine de Tampere (Tampereen elokuvajuhlat ), festival de cortometrajes celebrado en Finlandia. En este festival recibió la mención especial y el Premio del Público.

## Reconocimientos
- 2015: Mención especial en el festival Palest'In & Out;[1][2]
- 2016: 3.º Premio en el Premio Artista Joven (YAYA) del Premio Hassan Hourani (HOMELAND IS… - proyecto de música experimental).[1][4]
- 2021: Mención especial y Premio del Público del Festival de Cine de Tampere (Wall Piano - cortometraje).[7]